# جاناتان هاوارد (هنرپیشه)
جاناتان هاوارد (انگلیسی: Jonathan Howard) یک هنرپیشه انگلیسی است. از فیلم‌های او می‌توان به ثور: دنیای تاریک، دانتون ابی، آقای سلفریج و اپیزودها اشاره کرد.